# San Vicente del Palacio
San Vicente del Palacio è un comune spagnolo di 239 abitanti situato nella comunità autonoma di Castiglia e León.